# Tivissa
Tivissa est une commune de la province de Tarragone, en Catalogne, de la comarque de la Ribera d’Ebre.

## Monuments et lieux d'intérêt
- Le site archéologique ibère du Castellet de Banyoles
- Le Pont de L'Auliva
- L'ermitage de Sant Blai

## Personnalités liées à la commune
- Dolors Martí Domènech (1901-1970), femme politique républicaine, née à Tivissa.
- Josep-Lluís Serrano Pentinat (né en 1977 à Tvissa), prélat catholique et co-prince d'Andorre depuis 2025.